# Leptotogea melanopterops
Leptotogea melanopterops là một loài tò vò trong họ Ichneumonidae.